# Jardim Elvira

Vista aérea do bairro Jardim Elvira

Localização do Jardim Elvira em Osasco

Jardim Elvira  é um bairro localizado no município de  Osasco, São Paulo, Brasil. Delimitado ao norte pelo bairro Helena Maria; a leste pelo bairro Aliança; ao sul pelo bairro 
Castelo Branco; a oeste pelo bairro Munhoz Júnior. Os loteamentos do bairro são: Jardim Elvira; Vila Serventina; Vila Tício; Bel Jardim; Jardim Ivone; Munhoz Júnior.

## Principais vias
- Avenida Professor Lourenço Filho
- Avenida Presidente Costa e Silva
- Avenida Eduardo Carlos Pereira
- Rua Walt Disney

## Dados da segurança pública do bairro
| Ocorrências de 2004                    | Porcentagem | Números |
| -------------------------------------- | ----------- | ------- |
| Homicídio doloso                       | 2,65%       | 3       |
| Tentativa de homicídio doloso          | 3,54%       | 1       |
| Homicídio culposo – delito de trânsito | 0,88        | 4       |
| Tráfico de entorpecentes               | 3,54%       | 4       |
| Corrupção de menores                   | 3,54%       | 4       |
| Furto                                  | 41,59%      | 47      |
| Roubo                                  | 34,51%      | 39      |
| Furto de veículos                      | 4,42        | 6       |
| Roubo de veículos                      | 5,31%       | 5       |
| Total Ocorrências                      | 100%        | 113     |

Fonte - Secretaria de Gestão Estratégica – Pesquisa - 2005

## Educação
- Creche Elza Batiston
- EMEI Professora Nair Bellacosa Warseka
- EMEF Professor João Euclydes Pereira
- EE Professora Francisca Lisboa Peralta

## Esportes

### Locais esportivos
- Centro Esportivo Santo Dias da Silva

## Assistência social
- Centro de Referência de Assistência Social - CRAS(Santo Dias da Silva)

## Saúde
- UBS III Doutor Sílvio João Luiz de Lúcia